# 도미닉 솔란케
도미닉 아요델리 솔란케 미첼(영어: Dominic Ayodele Solanke-Mitchell, 1997년 9월 14일 ~ )은 잉글랜드의 축구 선수로, 프리미어리그 토트넘 홋스퍼와 잉글랜드 국가대표팀에서 공격수로 활약하고 있다.

## 구단 경력

### 리버풀
2017년 5월 30일, 솔란케는 첼시와의 계약 만료와 함께 7월 1일, 프리미어리그 클럽 리버풀과 계약하기로 합의했다. 그는 2017년 7월 10일, 리버풀 선수로 공식 확정되었으며, 리버풀은 약 300만 파운드의 법정 수수료를 지불할 것으로 예상된다. 그는 2017년 8월 16일, 호펜하임과의 UEFA 챔피언스리그 1차전 원정 경기에서 호베르투 피르미누와 교체 투입되어 데뷔 전을 치렀다. 리버풀에서의 프리미어리그 첫 선발 출전은 11월 30일, 베트365 스타디움에서 열린 스토크 시티와의 경기에서 이루어졌다. 그는 2017-18년 시즌 마지막 날인 2018년 5월 13일, 브라이턴 & 호브 앨비언과의 홈 경기에서 리버풀의 첫 번째이자 유일한 골을 넣었다.

### AFC 본머스
솔란케는 2019년 1월 4일, 프리미어리그 동료 클럽인 AFC 본머스와 미공개 이적료에 장기 계약을 체결했으며, 《BBC 스포츠》는 이를 1,900만 파운드로 보도했다. 그는 2월 2일, 카디프 시티와의 리그 원정 경기에서 2-0으로 패한 경기에서 데뷔 전을 치렀다.

### 토트넘 홋스퍼
2024년 8월 10일, 토트넘 홋스퍼는 솔란케와 6년 계약을 체결하여, AFC 본머스로 이적했으며, 토트넘은 5,500만 파운드의 이적료와 함께 1,000만 파운드의 보너스를 받을 수 있다고 발표했다. 8월 19일, 그는 레스터 시티와의 경기에서 클럽 데뷔 전을 치렀다. 2024년 9월 21일, 솔란케는 브렌트퍼드와의 홈 경기에서 토트넘 소속으로 첫 골을 넣으며 3-1로 승리했다. 9월 26일, 솔랑케는 가라바흐와의 UEFA 유로파리그 조별 리그 홈 경기에서 통산 첫 골을 넣었다.

## 사생활
축구 외에도 솔란케는 애니메이션 팬이다. 2024년 5월 11일, 브렌트퍼드 전에서 1골(1실점 포함)을 넣은 그는 《나루토》의 우치하 오비토 가면을 쓰고 골을 자축했다.

## 수상
토트넘 홋스퍼
- UEFA 유로파리그: 2024–25[23]